# Karl-Lechner-Haus
Das Karl-Lechner-Haus ist eine Schutzhütte der Sektion Stuhlecker des Österreichischen Alpenvereins auf 1450 m ü. A. Höhe am Stuhleck. Von Anfang Juni bis Ende Oktober wird die Hütte an Wochenenden und Feiertagen bewirtschaftet und bietet ein Matratzenlager für 25 Personen und ein Zimmerlager.

## Touren
- Pfaffensattel (1372 m), Gehzeit: 01:00
- Spital / Semmering (778 m), Gehzeit: 02:00

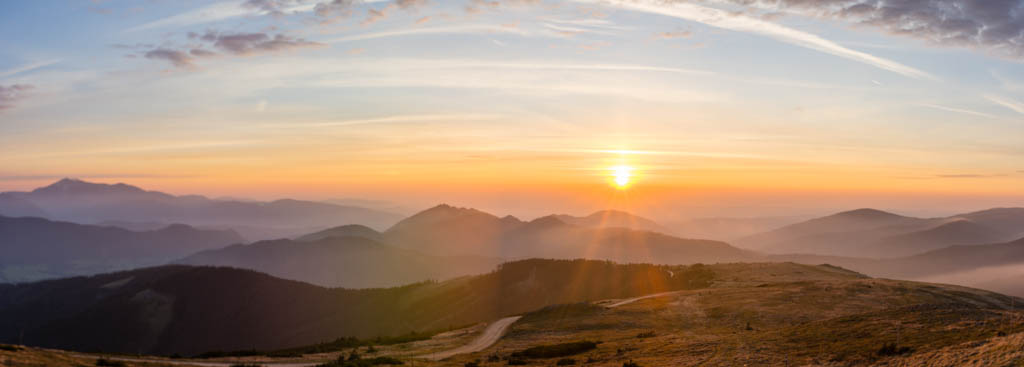
Blick vom Stuhleck bei Sonnenaufgang

- Steinhaus, Gehzeit: 02:50

## Benachbarte Hütten
- Alois-Günther-Haus (1782 m), Gehzeit: 01:00

## Geschichte der Schutzhütte und der Sektion Stuhlecker

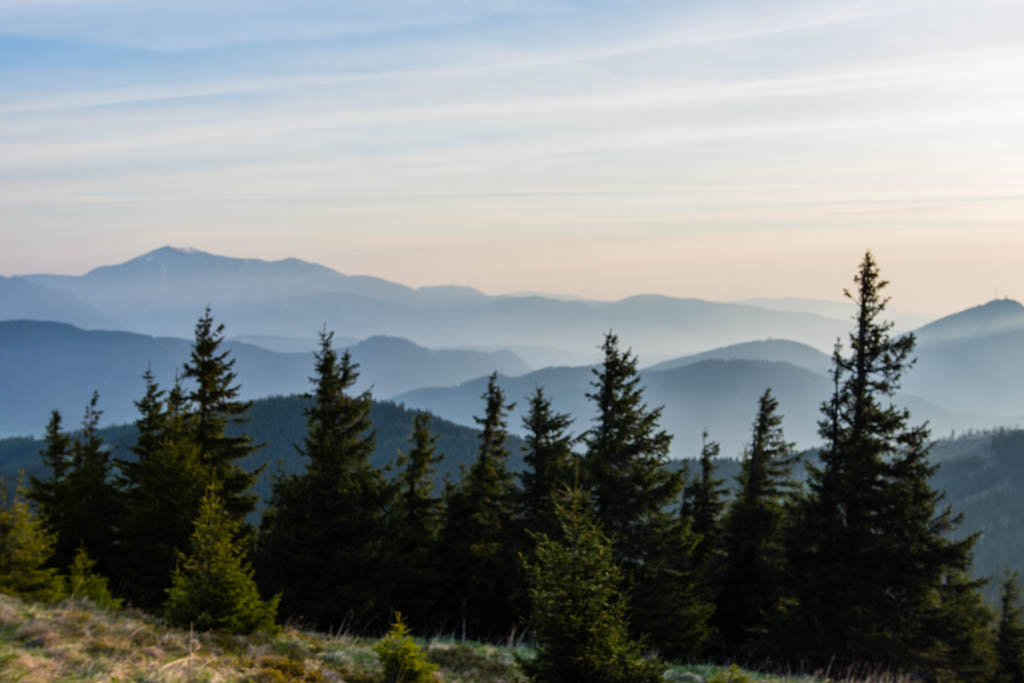
Blick vom Stuhleck unterhalb des Gipfels

Ein ruinenhaftes Schutzhaus war für Touristen aus Wien der Grund, am 3. Jänner 1890 die „Alpine Gesellschaft der Stuhlecker“ zu gründen. Im Gründungsjahr wurden neun Wege angelegt und markiert, jedoch konnte erst 1906 ein Grundstück gekauft und am 1. September 1907 das Karl-Lechner-Haus eröffnet werden. Das Karl-Lechner-Haus war die zweite Hütte der Gesellschaft, 1895 war bereits die Rudolf-Schober-Hütte eröffnet worden.
Benannt wurde das Haus nach dem verdienstvollen Mitglied der Gesellschaft d'Stuhlecker, Karl Lechner, der am 29. September 1859 in Wien geboren wurde. Der kinderlose Karl Lechner war ab 1902 Obmann der d'Stuhlecker und führte die Gesellschaft bis zu seinem Tode am 19. Januar 1918. Er wurde auf dem Wiener Zentralfriedhof beigesetzt.
Der Verein trat am 1. November 1930 der Sektion Austria des DÖAV bei. Nach dem Zweiten Weltkrieg wurden die Hütten von den Alliierten beschlagnahmt. Am 18. Juli 1948 wurde der Verein neu gegründet und erhielt die beschlagnahmten Hütten zurück. Dem ÖAV trat der Verein 1950 bei und wurde damit zur Sektion Stuhlecker.
Im Jahr 1956 musste die Hütte wegen finanzieller Schwierigkeiten geschlossen werden. Wenige Jahre später wurde das Haus nach umfangreichen Renovierungsarbeiten wieder eröffnet.